# Puconci
Puconci (mađarski: Battyánd, prekomurski: Püconci) je naselje i središte istoimene općina u sjevernoj Sloveniji. Puconci se nalaze u središnjem dijelu pokrajine Prekmurje sjeverno od Murske Sobote.

## Stanovištvo
Prema popisu stanovništva iz 2002. godine Puconci su imali 650 stanovnika.

## Poznate osobe
- Ferenc Berke- slovenski pisac
- Števan Lülik- slovenski pisac
- Aleksander Terplan- slovenski pisac, prevoditelj

## Vanjske poveznice
- Satelitska snimka naselja, plan naselja  Arhivirana inačica izvorne stranice od 29. srpnja 2017. (Wayback Machine)